# ودن جيش (حزم العدين)

تعديل مصدري - تعديل

ودن جيش محلة تابعة لقرية الصوافي، التابعة لعزلة حقين بمديرية حزم العدين إحدى مديريات محافظة إب في الجمهورية اليمنية، بلغ تعداد سكانها 72 حسب تعداد اليمن لعام 2004.